# 모닥불에 바친다
《모닥불에 바친다》는 1992년 11월 2일 ~ 1992년 12월 22일까지 방영된 SBS 월화 미니시리즈인데 공채 출신의 탤런트 기용을 기피해 비난을
 샀다.

## 등장 인물
- 정유석 : 김동석 역
- 전미선 : 강수희 역
- 최주봉 : 장춘단 역
- 황범식 : 황 사장 역
- 양금석 : 조은희 역
- 정운용 : 정 감독 역
- 이종남
- 강태기
- 엄성모
- 도신우
- 송송이 : 주혜자 역
- 김을동 : 주혜자의 어머니 역
- 민경조
- 최종환
- 김갑수
- 정동환
- 정종준
- 태민영
- 이춘식
- 박칠용
- 심양홍
- 김종구
- 정민
- 이인철
- 김호정
- 김동완
- 최윤영
- 김일란
- 어수경
- 이승준
- 이승형
- 서정우
- 김유철
- 최천심
- 옥승일
- 김하라
- 김상아(특별출연)(8회)
- 송시현(특별출연)(10회)
- Wass(특별출연)(10회)
- 현진영(특별출연)(11회)
- 극단 '신시' 단원들(특별출연)(14~16회)